# Tachopteryx thoreyi
Tachopteryx thoreyi е вид водно конче от семейство Petaluridae. Видът не е застрашен от изчезване.

## Разпространение
Разпространен е в САЩ (Алабама, Арканзас, Вирджиния, Джорджия, Илинойс, Индиана, Канзас, Кентъки, Луизиана, Масачузетс, Мериленд, Мисисипи, Мисури, Мичиган, Ню Джърси, Ню Йорк, Ню Хампшър, Оклахома, Охайо, Пенсилвания, Северна Каролина, Тексас, Тенеси, Флорида и Южна Каролина).

## Описание
Популацията на вида е стабилна.